# 極龍屬
極龍屬（學名：Ultrasaurus），又名特級超龍，是一屬在南韓發現的蜥腳下目恐龍，由金港墨命名。在1979年，詹姆斯·詹森（James A. Jensen）曾非正式地以Ultrasaurus命名一組在美國發現的巨大恐龍骨頭，而被認為是無資格名稱。由於金港墨先行正式地使用了這個學名，故詹姆斯·詹森將美國的標本更名為巨超龍（Ultrasauros）。巨超龍後來被發現其實是一組嵌合體，其模式標本已分類在超龍屬中。

## 命名歷史
楊百翰大學的詹姆斯·詹森在美國科羅拉多州發現了一組骨頭，並認為是最巨大的恐龍。他非正式地稱這屬新恐龍為Ultrasaurus，而這個名字亦廣泛的在科學報導及文獻上作為無資格名稱。
於1983年，金港墨發表了一屬新的恐龍，他認為這是詹森所發現的恐龍標本的近親，故將之命名為Ultrasaurus tabriensis。但是金港墨卻將這個標本的部分肱骨誤會為尺骨，故這屬恐龍其實是較為小型的。不過由於金港墨是最先正式發表了極龍的描述，故這個名字就歸了這類南韓的蜥腳類恐龍所有，而不屬於詹森的巨大標本。
詹森於1985年發表了他的發現，但由於極龍的學名已被使用，他於1991年將之更名為巨超龍。不過巨超龍其實是一個嵌合體：來自兩種已被命名的恐龍。所以巨超龍只是超龍的次異名。
金港墨的極龍現時被認為是疑名。牠只有少量的化石，而不能夠於分類在特定的科中。牠也有可能是屬於另外一些已知的屬或種，故極龍這個名字亦可能是一個次異名。

## 描述
極龍生存於1億1000萬年至1億年前，白堊紀的阿普第階至阿爾布階。牠的化石是一根肱骨及一些脊椎。

## 外部連結
- 恐龍博物館──極龍